# Зірочки айпетринські
Зірочки айпетринські (Gagea aipetriensis) — вид рослин із родини лілієвих (Liliaceae), ендемік Криму. Від близького виду Gagea germainae відрізняється широкими, клиноподібними листками, короткими квітконіжками й великими квітками.

## Опис
Однорічна темно-зелена широколиста великоквіткова рослина 16–21 см заввишки. Цибулина 1.0–1.5 см у діаметрі, каплеподібна, без цибулинок, вкрита чорно-бурою оболонкою. Стебло 10–15 см заввишки, 4-кутний у перерізі. Прикореневий листок один, більший за суцвіття, 7–10 мм ушир. Стеблових листків 2, кососупротивні, нижній 7–10 мм ушир, верхній — зменшений. Суцвіття зонтикоподібне, 3–5(6)-квіткове; квітконіжки нерівні, 5–25 мм завдовжки. Листочки оцвітини 12–14 × 2–2.5 мм, ланцетні, всередині жовті, зовні зелені, обрамовані білим, зовнішні листочки довші й ширші за внутрішні. Зав'язь яйцювата й сидяча. Пиляки жовті й довгасті, розкриті — овальні. Рослина не запушена. 2n=24.

## Середовище проживання
Ендемік Криму.
Зростає на відкритих щебенистих схилах яйли неподалік від Ай-Петрі.